# Sianokiszonka

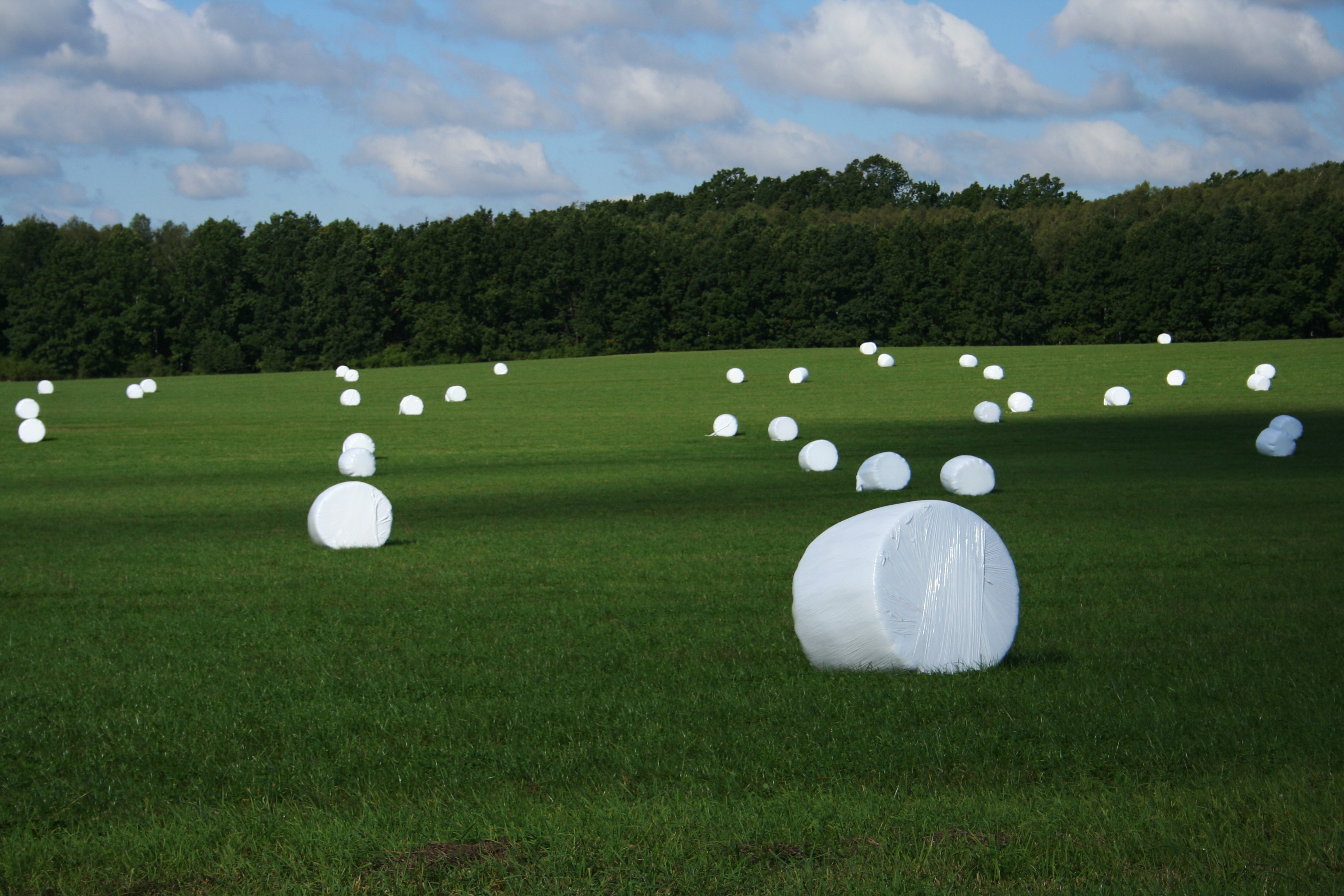
Zielonka sprasowana w bele i owinięta folią

Sianokiszonka – pasza, rodzaj kiszonki przygotowywanej z roślin podsuszonych o zawartości 40–60% suchej masy. Podsuszoną zielonkę można zbierać np. prasami belującymi, które sporządzają bele i owijają zielonkę folią w celu izolacji od powietrza. Sianokiszonkę sporządza się również w silosach lub pryzmach. W trakcie zbioru do zielonki można dodawać dodatki kiszonkarskie (środki chemiczne, biologiczne – m.in. bakterie kwasu mlekowego, kombinowane).